# Robert Varkonyi
Robert Varkonyi (* 7. Oktober 1961 in Great Neck, New York) ist ein professioneller US-amerikanischer Pokerspieler. Er gewann 2002 die Poker-Weltmeisterschaft.

## Pokerkarriere
Varkonyi begann Poker zu spielen, als er am Massachusetts Institute of Technology studierte. Nach seinem Abschluss im Jahr 1983 mit Graden in Elektrotechnik und Informatik vom MIT Sloan School of Management wurde er Investmentbankier im New Yorker Stadtbezirk Brooklyn. Diesen Beruf übte er einige Jahre lang aus, bevor er begann, Turnierpoker zu spielen.
Varkonyi gewann 2002 das Main Event der World Series of Poker (WSOP) in Las Vegas und erhielt dafür ein Bracelet sowie ein Preisgeld von 2 Millionen US-Dollar. Da er ein ziemlicher Neuling war und ihm nur geringe Chancen eingeräumt wurden, stimmte der Kommentator und Pokerspieler Phil Hellmuth zu, sich die Haare für karitative Zwecke rasieren zu lassen, falls Varkonyi gewinne. In der letzten Hand setzte sich Varkonyi mit Q♦ 10♠ gegen Julian „The Kid“ Gardner, der J♣ 8♣ hatte, auf einem Board von Q♣ 4♣ 4♠ 10♦ 10♣ durch, mit einem Full House gegen Gardners Flush. Hellmuth ließ sich später die Haare rasieren und erlaubte dabei Varkonyi, ihm einige Haare zu rasieren.
Bei der WSOP 2003 wurde Varkonyis Versuch, im zweiten Jahr in Folge zu gewinnen, beendet, als seine K♥ K♦ gegen Scotty Nguyens A♦ A♠ auf einem Board von 10♣ 6♥ 2♦ 4♣ 4♦ unterlagen. Nach seinem Sieg wurde Varkonyi Kolumnist beim Card Player Magazine. Er drehte auch ein Pokerlehrvideo, Wise Guys on Texas Hold’em, bei dem einige Schauspieler aus Die Sopranos mitspielten.
Varkonyi wohnt in Great Neck im US-Bundesstaat New York, zusammen mit seiner pokernden Frau Olga und einer Tochter, die er wegen seines Sieges bei der WSOP Victoria nannte. Olga spielte beim Main Event der WSOP 2005 mit und erreichte dort den 238. Platz, der in den Preisrängen lag.